# Possessed (álbum de Venom)
Possessed es el cuarto álbum de la banda inglesa Venom y el último antes de la partida del guitarrista Jeffrey Dunn.

## Lista de canciones
1. Powerdrive
2. Flytrap
3. Satanachist
4. Burn This Place to the Ground
5. Harmony Dies
6. Possessed
7. Hellchild
8. Moonshine
9. Wing and a Prayer
10. Suffer Not the Children
11. Voyeur
12. Mystique
13. Too Loud (For the Crowd)

## Integrantes
- Conrad "Cronos" Lant - Vocalista, Bajo
- Jeffrey "Mantas" Dunn - Guitarra
- Tony "Abaddon" Bray - Batería

- Datos: Q612011